# Хьюстон (водохранилище)
Хьюстон (англ. Lake Houston) — водохранилище, расположенное в 24 км от одноимённого города Хьюстон (округ Харрис штата Техас, США). Водохранилище Хьюстон используется, как один из источников водоснабжения города Хьюстона.

## Физико-географическая характеристика и история создания
Строительство водохранилища началось в 1951 году и было закончено в декабре 1953 года. Водохранилище заполнено в 1954 году.
На западном побережье располагаются города Хамбл, Кингвуд и Атаскосита. К восточному побережью прилегают города Хаффман и Кросби.
Высота над уровнем моря составляет 13 м, наибольшая глубина — 14 м. Площадь водохранилища — 47 км², его объём — 2 км³. Прозрачность воды — умеренно-мутная. Площадь водосбора — 4,6 км².

## Флора и фауна

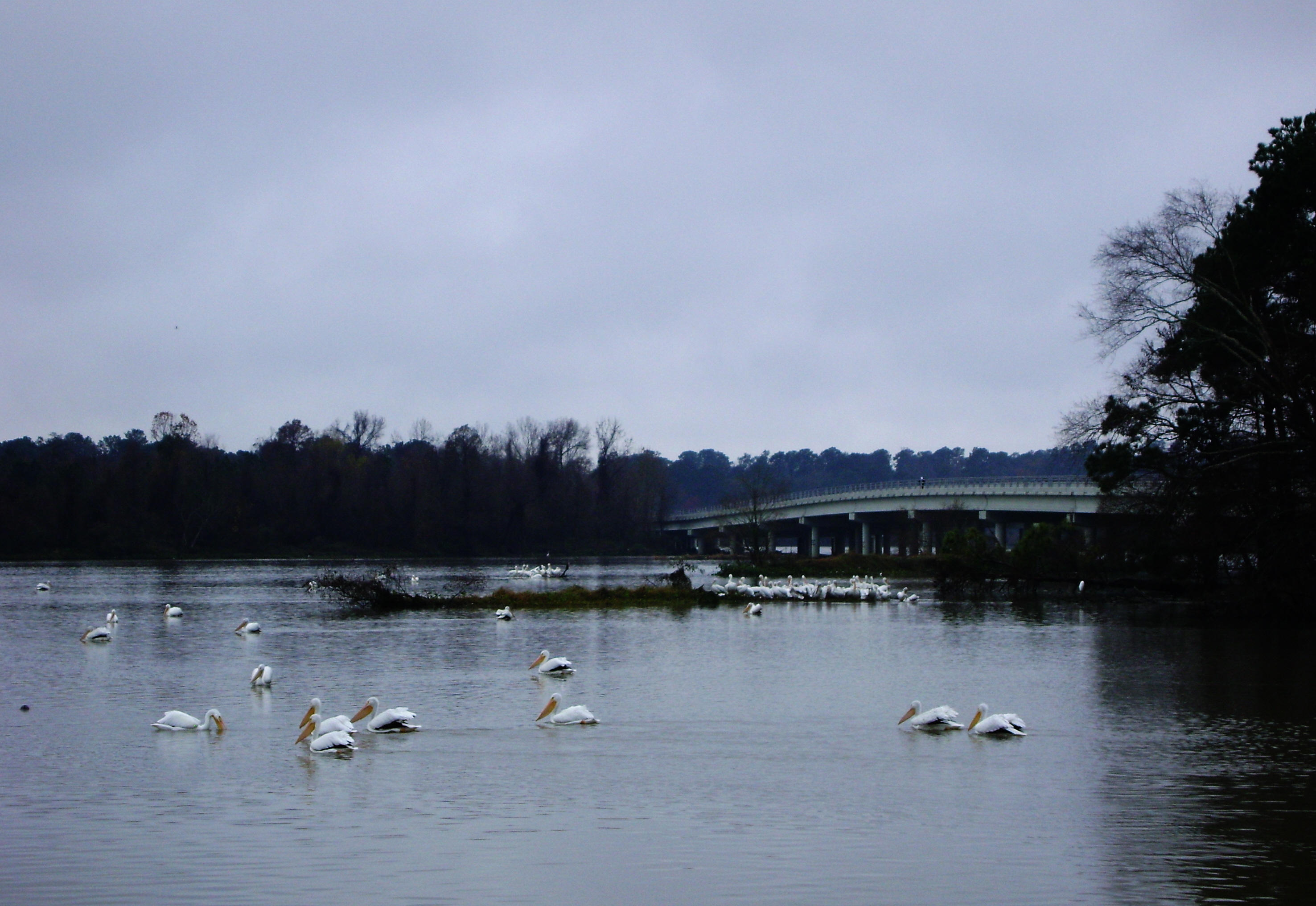
Водохранилище вблизи города Кингвуд

На территории, которая иногда затопляется водохранилищем, растут пистия, водяной гиацинт и крокодилье растение.
В водохранилище хорошо ловятся сомы и белые бассы. Также в водохранилище обитают жёлтые окуни, краппи и ушастые окуни, однако их популяция беднее.

## Рекреационное использование
Самыми популярными видами рекреационного использования являются рыбалка и катание на лодках. На северном побережье располагается парк «англ. Lake Houston Wilderness».